# Семеновка (Чамзінський район)
Семе́новка (рос. Семёновка, ерз. Семеновка) — присілок у складі Чамзінського району Мордовії, Росія. Входить до складу Апраксінського сільського поселення.

## Населення
Населення — 2 особи (2010; 4 у 2002).
Національний склад (станом на 2002 рік):
- росіяни — 100 %